# Iyad bin Amin Madani
Īyād bin Amīn Madanī (in arabo إﻳﺎﺩ ﺑﻦ ﺍﻣﻴﻦ ﻣﺪﻧﻲ‎?; La Mecca, 26 aprile 1946) è un politico saudita.
È stato Segretario generale dell'Organizzazione della cooperazione islamica dal 2014 a novembre 2016, primo saudita a ricoprire tale carica.

## Biografia
Nativo della Mecca, dopo aver conseguito una laurea in Gestione della produzione nell'Arizona State University nel 1969, l'anno seguente Madanī iniziò la sua carriera come responsabile amministrativo della Saudi Airlines. Poi si occupò di media; primo come caporedattore della Saudi Gazette fino al 1999. Negli stessi anni diresse l'organizzazione ʿOkāẓ per la stampa e l'editoria, fino alle sue dimissioni nell'aprile 1993.
Nominato membro dell'Assemblea consultiva dell'Arabia Saudita, vi rimase fino al 1999, quando divenne ministro per il Hajj, posizione che ricoprì fino al febbraio 2005.
Successivamente fu nominato ministro della Cultura e dell'Informazione, succedendo a Fuʾād bin ʿAbd al-Salām al-Farsī, che a sua volta fu promosso ministro per il Hajj. Il 1º agosto 2005 Madanī, in qualità di ministro dell'Informazione, annunciò la morte del re Fahd alla televisione di Stato.
Due anni più tardi, fu eletto a capo dell'Agenzia di stampa Islamic International News Agency (IINA) e dell'Organizzazione per la radiodiffusione islamica. Nel 2009, fu sostituito da 'Abd al-'Aziz bin Mohyi el-Din Khoja nella carica di ministro dell'Informazione. Durante il suo mandato, Madanī destò le critiche dell'ambiente religioso saudita a causa della sua tolleranza nei confronti delle pubblicazioni che mettevano in discussione i forti effetti negativi dell'establishment religioso in Arabia Saudita.
Il 10 marzo 2012 fu nominato presidente del Knowledge Economic City a Medina, in sostituzione di Sāmī Moḥsen Barūm.
 Fu anche vice-presidente della Fondazione King 'Abd Allah bin 'Abd al-'Aziz per lo sviluppo dell'edilizia abitativa.
Divenne quindi Segretario generale dell'Organizzazione della cooperazione islamica (OIC), durante la 39ª sessione del Consiglio dei ministri degli Affari Esteri degli Stati membri dell'OIC a Gibuti a novembre del 2012.

Il 2 febbraio 2013, Arab News anticipò che Madanī avrebbe sostituito Ekmeleddin Ihsanoğlu come Segretario generale dell'OIC. La sua nomina fu ufficializzata dopo il 12° vertice dell'OIC, svoltosi l'8 febbraio 2013 al Cairo., ma il suo mandato di Madanī come Segretario generale dell'OIC divenne effettivo soltanto a partire da gennaio del 2014.
A ottobre del 2016 rassegnò le dimissioni, asserendo di avere problemi di salute, e a seguito delle proteste egiziane per aver deriso il presidente egiziano Abd al-Fattah al-Sisi che aveva detto di aver avuto solo acqua nel suo frigorifero per gran parte della sua vita.

## Riconoscimenti
- 2004: Commendatore onorario dell'Ordine della Lealtà alla Corona di Malaysia[21]